# بارنی کسل
بارنی کِسِل (به انگلیسی: Barney Kessel) (زادهٔ ۱۷ اکتبر ۱۹۲۳-درگذشتهٔ ۶ می ۲۰۰۴) نوازندهٔ گیتار سبک جَز اهل ایالات متحده بود. معمولاً از کسل به‌عنوان یکی از بزرگ‌ترین نوازندگان گیتار جَز قرن بیستم یاد می‌شود.
او به‌صورت ویژه به‌خاطر دانش زیادش در مقولهٔ آکوردها و معکوس فاصله‌ها و ملودی‌های مبتنی بر آکورد مورد توجه بوده‌است. آل‌میوزیک از کِسِل به‌عنوان یکی از بهترین گیتاریست‌هایی یاد کرده‌است که پس از مرگ چارلی کریستین در عرصهٔ موسیقی جَز ظهور کرده‌اند.
حضور در بیگ بند چیکو مارکس در سال ۱۹۴۳ باعث آغاز همکاری کسل با گروه‌های افرادی مانند چارلی بارنت (۱۹۴۴-۱۹۴۵) و آرتی شاو (۱۹۴۵) شد. پس از آن کسل تبدیل به یکی از نوازندگان پر مشغله‌ای شد که دائم برای نوازندگی و مشارکت در ضبط آثار مختلف پیشنهاد همکاری دریافت می‌کرد. در این دوره او علاوه بر فعالیت‌هایش در زمینهٔ موسیقی جَز در ضبط آثار گروه‌ها و هنرمندان سرشناس موسیقی پاپ مانند فیل اسپکتر، بیچ بویز و مانکیز هم مشارکت می‌کرد. در سال ۱۹۶۱ کمپانی گیبسون گیتار مدل بارنی کسل را روانهٔ بازار کرد که تولید آن تا سال ۱۹۷۴ ادامه داشت.
سکتهٔ مغزی کسل در سال ۱۹۹۲ باعث شد او تا زمان مرگش در سال ۲۰۰۱ از موسیقی دور بماند.